# Saint-Alexis (navire)
Pour les articles homonymes, voir Saint-Alexis.
Le Saint-Alexis est le bateau des premiers Français qui débarquent sur l'île de La Réunion en juin 1638.